# Pametni, povezani proizvodi
Pametni povezani proizvodi su proizvodi, imovina i druge stvari ugrađene u procesore, senzore, softver i povezivanje koji omogućavaju razmenu podataka između proizvoda i njegovog okruženja, proizvođača, operatera / korisnika i drugih proizvoda i sistema. Povezivanje takođe omogućava nekeim proizvodima da postoje izvan fizičkog uređaja. Podaci koji se prikupljaju od ovih proizvoda mogu se analizirati kako bi se donosile odluke, omogućila operativna efikasnost i kontinuirano poboljšavale performanse proizvoda.
U članku kompanije Harvard Business Reviev profesor Michael Porter's i James Heppelmann's," Kako pametni, povezani proizvodi transformišu konkurenciju", navode da pametni, povezani proizvodi imaju tri osnovna elementa: fizičke komponente (sastavljene od mehaničkih i električnih delova proizvoda), "pametne" komponente i komponente za povezivanje. 
Pametne komponente sadrže senzore, mikroprocesore, skladištenje podataka, kontrole, softver i obično, ugrađeni operativni sistem i poboljšani korisnički interfejs.  U mnogim proizvodima, softver zamenjuje neke hardverske komponente ili omogućava da jedan fizički uređaj izvodi na različitim nivoima.
Paetne komponente pojačavaju mogućnosti i vrednost fizičkih komponenti, dok povezivanje pojačava mogućnosti i vrednost pametnih komponenti i omogućava nekim od njih da postoje izvan fizičkog proizvoda. Rezultat je dobar ciklus poboljšanja vrednosti.
	Ova poboljšanja uključuju: Praćenje uslova proizvoda, njegovo okruženje, njegovo delovanje i korišćenje. Kontrola različitih funkcija proizvoda je veoma bitna kako bi se bolje prilagodili na promene u okruženju. Važna je i personalizacija korisničkog iskustva. Optimizacija celokupnih operacija proizvoda zasnovana na stvarnim podacima o performansama i smanjenju kvara kroz osobine održavanja i daljinski servis. 

## Internet stvari
Izraz "internet stvari" je nastao da predstavi sve veći broj pametnih, povezanih proizvoda i istakne nove mogućnosti koje se mogu otvarati.  Internet, bez obzira da li uključuje ljude ili stvari, jednostavno je mehanizam za prenošenje informacija. Ono što čini pametne, povezane proizvode fundamentalno drugačijim nije internet, već promjenjiva priroda "stvari". To su proširene mogućnosti pametnih, povezanih proizvoda i podataka koje generišu, a koji uspostavljaju novu eru konkurencije. Preduzeća moraju pratiti van samih tehnologija i konkurentsku transformaciju kako se odvija.  Sada, IT postaje sastavni deo samog proizvoda. Ugrađeni senzori, procesori, softver i povezivanje u proizvodima (ustvari, računari se stavljaju unutar proizvoda), zajedno sa velikim brojem proizvoda u kojem se podaci o proizvodu čuvaju i analiziraju, a neke aplikacije se pokreću, dramatično poboljšavaju funkcionalnost i performanse proizvoda. Veliki broj novih podataka o korišćenju proizvoda omogućava mnoga od tih poboljšanja.

## Primeri
-Tesla Motors Automobiles - Pametan proizvod sa inteligentnim sistemom održavanja koji se periodično prati i može o upozoriti Teslu na probleme tako da se mogu brzo i jednostavno rešiti. Mnoga pitanja mogu se rešiti na daljinu sa korektivnim skidanjem softvera. 
- Kontrola kontinuiranog praćenja glukoze u Medtronic (CGM) - Pametni uređaj sa nosivom tehnologijom. Digitalni merač nivoa glukoze u krvi koristi glukozni senzor koji se ubacuje pod kožu koja meri nivoe glukoze. Odašiljač šalje informacije o glukozi iz senzora na monitor koji prikazuje nivo glukoze na ekranu i obaveštava korisnika ako otkrije da glukoza dostigne visoku ili nisku granicu. Ljudi sa dijabetesom dobijaju potpuniju sliku nivoa glukoze, što može dovesti do boljih odluka o tretmanu i boljoj kontroli glukoze. 
-Philips Lightning Hue Light Bulbs and Bridge - Korisnici imaju mogućnost automatizacije, daljinsko upravljanje svojim svetlima pomoću mobilnih telefona, veba, mejla.
-iRobot Roomba - Inteligentni usisivač za uređaje sa iAdapt Technology (naprednim sistemom softvera i senzora) koji Roombi omogućava pronalaženje puta bilo kog oblika ili veličine kuće, pokrivajući svaku površinu poda više puta za potpunu čistoću. 
- Joy Global's Longwall Mining System - Sposoban da radi autonomno daleko pod zemljom, nadgledan je centrom za kontrolu minama na površini. Oprema se neprekidno prati zbog performansi i grešaka, a tehničari se šalju pod zemlju kako bi se suočili sa pitanjima koja zahtevaju ljudsku interakciju. 
-Ralph Lauren's Polo Tech Shirt  - Ovaj primer nove tehnologije ima provodne niti upletene u košulju, a mali modul prenosi informacije na pametan telefon povezani putem blutut veze. "Pametan" deo košulje  sadrži provodne niti koji kontaktiraju kožu oko levih rebara; dobijaju se podaci o srcu i  o disanju od tih niti preko metalnih snopova ugrađenih u košulju. Aplikacija iOS korisnicima omogućava prikazivanje brzine rada srca i disanja u realnom vremenu, kao i dnevni prikaz sagorevanih kalorija i preduzetih koraka. 
-Petcube Camera- interaktivni kućni monitor sa video zapisom u realnom vremenu i ugrađenim laserskim pokazivačem. Omogućava vlasnicima kućnih ljubimaca da gledaju, razgovaraju i igraju se sa svojim kućnim ljubimcem iz svog pametnog telefona, bez obzira gde se nalaze.
Renault R-Line- povezano rešenje koje je razvio Worldline. Ideja je da obezbedi stalan pristup bilo kojoj online aplikaciji. Vozač može potom prilagoditi digitalno okruženje automobila.